# Sweet Caroline
«Sweet Caroline» (en español: «Dulce Carolina») es una canción compuesta e interpretada por el cantautor Neil Diamond, siendo esta su mayor éxito de los muchos que ha tenido como compositor y cantante. Originalmente grabada en 1969, la canción llegó al número 4 en las listas del Billboard.
La canción ha sido versionada por artistas como David Archuleta, Andy Williams, Bobby Womack, Julio Iglesias, Waylon Jennings, Roy Orbison, Bert Kaempfert, Chet Atkins, Ray Conniff, The Mike Curb Congregation, The Drifters, Ray Anthony, Ferrante & Teicher, Bobby Goldsboro, London Philharmonic, Al Martino, Hugo Montenegro, Billy Vaughn, The Ventures, Lawrence Welk, Elvis Presley, U2, Frank Sinatra, Dave Matthews Band, Mark Salling y posteriormente grabada en otros discos por el mismo Neil Diamond, como en el legendario álbum Hot August Night, grabado en vivo en 1972 y del éxito que tuvo grabaron un segundo álbum en 1987: Hot August Night II.
También Diamond la interpretaría en otros conciertos grabados en vivo como: Gold en 1969, Love at the Greek en 1976, Live in America en 1994 y Stages, editado en 2003, en donde se incluyó hasta en tres versiones.
La canción se ha usado para animar bodas y en los partidos de béisbol de los Boston Red Sox en los Estados Unidos. Cuando se interpreta el coro principal de la canción en un partido, los aficionados repiten el «So good» en tres ocasiones, siendo esto ya parte de una tradición.[cita requerida]
Esta canción ha hecho gran impacto para la cultura popular, ha sido referenciada en varias ocasiones, tales como en la película Ted 2, en donde Ted canta la canción casi al final del filme.
Neil Diamond guardó durante muchos años un secreto relacionado con esta canción. En 2007 aseguró que su inspiración para «Sweet Caroline» fue Caroline Kennedy, hija del fallecido John F. Kennedy. En realidad, según confesó en una entrevista hecha por la CNN en 2014, la canción está dedicada a su esposa Marcia pero utilizó el nombre Caroline porque necesitaba que fuera de 3 sílabas y no se le ocurría nada que rimara con Marcia.